# 1. FC Heidenheim
1. FC Heidenheim 1846 e. V. är en tysk fotbollsklubb från staden Heidenheim an der Brenz som sedan säsongen 2023/2024 spelar i Bundesliga.
Klubben hade olika namn vid olika tider, i början VfR (Verein für Rasenspiele) och VfL (Verein für Leibesübungen) samt efter sammanslagningen med en annan klubb från samma ort Heidenheimer SB. I klubben fanns bredvid fotboll andra sektioner. Året 2007 blev fotbollssektionen självständig och fick namnet 1. FC Heidenheim. Under det följande året deltog laget för första gången i DFB-Pokal men det första spelet förlorades med 0-3 mot VfL Wolfsburg. Manskapet spelade sedan säsongen 2009/2010 i 3. Liga. Redan vid slutet av säsongen 2012/2013 var laget nära möjligen att spela kvalspel för uppflyttning men spelåret avslutades på femte platsen. Ett år senare blev Heidenheim redan vid näst sista speldagen klart för 2. Bundesliga.
Laget deltog även 2011/2012 samt 2014/2014 i DFB-Pokal och nådde vid båda tillfällen andra kvalomgången.
Fotbollsklubbens maskot är en nallebjörn som skapades av leksakstillverkaren Margarete Steiff GmbH som har sitt säte i grannkommunen Giengen an der Brenz.